# 辟穀

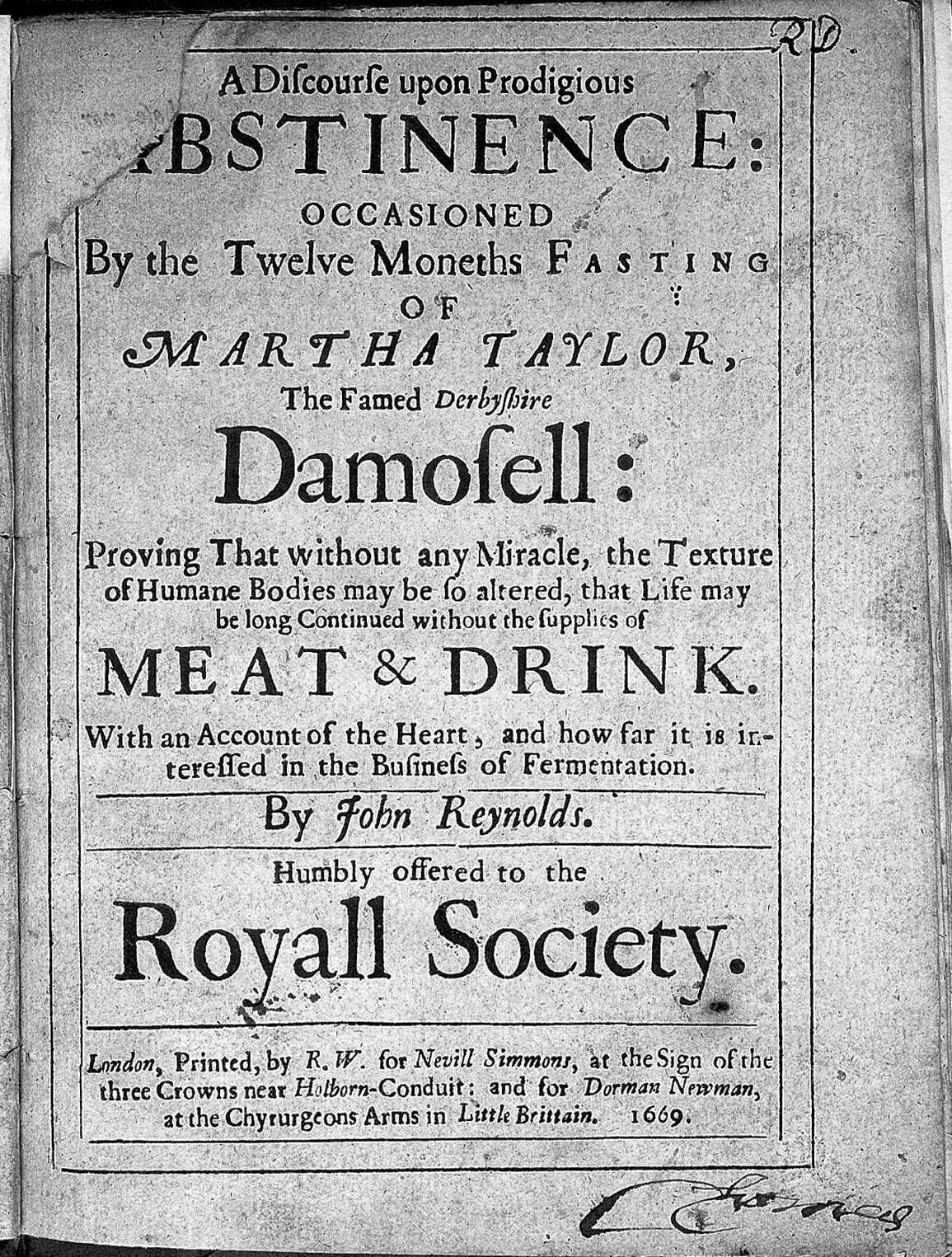
1669年的報告聲稱一個女人禁食12個月

辟穀，又称却穀、去穀、绝穀、绝粒、却粒、休粮等，即不吃東西。又稱服氣，是一種透過內氣修行來強化身體機能的方法，但絕對不是吸食空氣，是屬於禁食的一種方法，一般杜绝食用五谷，是道教中的道士用節制飲食来養生的一种方法，類似間歇性斷食。

## 渊源
辟穀在很多古书典籍中也有记载，源于先秦，流行于唐朝。源自古代养生中的“不食五穀”，是古人常用的一种养生方式，辟穀最早的记载源自道家《莊子·逍遙遊》：“藐姑射之山，有神人居焉。肌肤若冰雪，淖约若处子，不食五穀，吸风饮露”，作为一种延年益寿的养生法。
除了道教区域，世界各地宗教中也存在相似的修練方法，比如佛教、印度教和伊斯兰教也有要求禁食的特殊戒律（佛教的過午不食、伊斯兰的斋月和天主教的禁食）。

## 類型
原本的「辟穀」一般是甚麼都不吃，只喝水，故又稱「服氣」。隨著道教養生之法的流行，民間也有「服餌辟穀」的方法。
- 「服气辟穀」主要是通过斷食一段時間、调整气息（呼吸）的方式来进行。通常在辟穀期间，不吃任何食物、只喝水，道士們通常會搭配调节气脉、練氣功、瑜伽、禅定，以保证身体没有饥饿感，一次辟穀至少要一晝夜，初學者是三日，可以到七日甚至更久。
- 「服餌辟穀」是長期執行的，则是「減少醣類吸收」（不食五穀）的同时，通过摄入其他「食餌」（一日只食幾個花生或瓜子等坚果、中草药、每天只食一颗紅棗等），对身体机能进行调节。

## 關聯條目
- 間歇性斷食法
- 禁食
- 餓死

## 外部連結
- A list of historical and contemporary breatharians （页面存档备份，存于）
- Living on Light at Google Videos – episode of 60 Minutes (Jasmuheen's aborted experiment)
- Skeptic's Dictionary article on Breatharianism （页面存档备份，存于）
- Past Breatharian hoaxes in India （页面存档备份，存于）
- Professor claims to survive on just sunshine and fruit juice （页面存档备份，存于）